# William Wilson Hunter
Sir William Wilson Hunter, född 15 juli 1840 i Glasgow, död 6 februari 1900 i Oaken Holt vid Oxford, var en brittisk statistiker och det anglo-indiska väldets främste historieskrivare.
Hunter studerade vid universiteten i Glasgow, Paris och Bonn och tjänstgjorde från 1861 i förvaltningen i nedre Bengalen, där han började insamla lokala traditioner, aktstycken och så vidare med tanke på ett kommande historiskt författarskap. Han utgav med stöd härav Annals of Rural Bengal (1868; sjunde upplagan 1897) och kompilerade samma år med hjälp av B.H. Hodgsons omfattande samlingar ett stort, ej helt tillförlitligt dialektlexikon, A Comparative Dictionary of the Non-Aryan Languages of India. På vicekungen lord Mayos uppdrag utarbetade Hunter en plan till en fullständig statistisk undersökning av hela det indiska riket och ställdes 1869 i spetsen för det jättelika företaget. Han företog under de 12 år detta arbete varade en mängd resor till alla delar av Indien och förvärvade sig därunder en intim kännedom om land och folk, som sedermera kom honom väl till pass även som historiker.
De statistiska redogörelserna, "Statistical Survey of India", utgjorde tillsammans 128 volymer; Hunter redigerade själv de delar därav, som rörde Bengalen och Assam (22 band 1875-79) samt en sammanfattning av det stora arbetets resultat, The Imperial Gazetteer of India (nio band 1881; andra upplagan, 14 band 1885-87). Som en historisk inledning till det statistiska verket kan man anse Hunters A Brief History of the Indian Peoples (1880, ofta omtryckt) samt The Indian Empire: Its People, History and Products (1895). Hunter, som även utgav en geografisk beskrivning över Orissa (1872) och Life of the Earl of Mayo (två band 1875; andra upplagan 1876), var 1881-1887 extra ordinarie medlem av vicekungens råd med tillsynsansvar för det indiska skolväsendet. 
Hunter tog 1887 avsked, erhöll samtidigt knightvärdighet och återvände till England för att ägna sin återstående levnad åt utarbetandet av en stort anlagd historia över Brittiska Indien. Av detta arbete, History of British India, hann han dock före sin död endast att utge två band (1899-1900) som går fram till år 1700. Under sina förarbeten började han emellertid utge en populärhistorisk serie biografiska arbeten i indisk historia, "Rulers of India", till vilken han själv bidrog med ett par studier över Dalhousie (1890) och Mayo (1892). Bland Hunters övriga arbeten märks The Old Missionary (1895), Life of Brian H. Hodgson, British Resident of the Court of Nepal (1896), The Thackerays in India (1897) och det postumt utgivna The India of the Queen and Other Essays (1903).